# Трапп, Эрнст Христиан
Эрнст Христиан Трапп (нем. Ernst Christian Trapp; 8 ноября 1745, Драге, Шлезвиг-Гольштейн — 18 апреля 1818), Зальцдалюм, Вольфенбюттель, Нижняя Саксония) — немецкий педагог, первый германский профессор педагогики, первый немецкий заведующий кафедрой образования в Университете Галле. Представитель педагогического течения филантропизма. Последователь Иоганна Бернхарда Базедова.

## Биография
Обучался в Латинской школе в Сегеберге (ныне Бад-Зегеберг). С 1765 года Трапп был зачислен в Гёттингенский университет как студент богословия, однако изучал преимущественно филологию и педагогику под рукодством профессоров И. П. Мюллера и Х. Г. Хейна.
В 1772 году Э. Трапп был назначен ректором Латинской школы в Итцехо. С 1776 года — субректор (завуч) школы Кристианиум в Альтоне (ныне район Гамбурга). В 1777 году И. Г. Кампе пригласил его на работу в известный Филантропинум в Дессау.
Позже, был профессором философии и педагогики в университете Галле, потом — членом брауншвейгской школьной дирекции.
Сочинения Э. Траппа были помещены в изданном И. Г. Кампе сборнике: «Allgemeine Bevision des gesammten Schul- und Erziehungs-Unterrichts» (1785—1791). Главнейшие из них: «Ueber das Studium der altklassischen, Schriftstell er» (l787); «Ueber Unterricht in Sprachen» (1788); «Von der Notwendigkeit öffentlicher Schulen und von ihrem Verhältniss zu Staat und Kirche» (1792); «Versuch einer Pädagogik» (1790). Главный труд «Опыт педагогики» (1780) — попытка дать систематическое изложение теории и практики филантропизма.
Его сочинения имеют важное значение для истории просвещения Германии во второй половине XVIII века, так как он вместе с Кампе наиболее ясно изложил систему филантропизма, не утратившую и по настоящее время своего значения.
Педагогические воззрения Э. Траппа развивались под влиянием работ Руссо, Лейбница и др. Язык, по его мнению, состоит только из символов идей. Изучение нескольких языков не ведёт ни к обогащению, ни к улучшению идей. Тем не менее, изучение иностранных языков необходимо, как неизбежное зло, для международных сношений и для обмена мыслями.
Разделение школы на мещанскую и учёную (Bürger-und Gelehrten-Schule) следует заменить единой школой, в которой образование должно быть основано на практическом изучении новых языков, на приобретении общеполезных сведений и навыков и на развитии здравого смысла путём чтения новейших писателей, немецких и французских. Изучение древних языков должно быть факультативно и начинаться не ранее 15-летнего возраста. Вместо прежней зубрёжки латинской грамматики рекомендуется практический метод, применяемый при усвоении родного языка: разговор, чтение и письмо. В этом отношении Э. Трапп примыкает к таким реформаторам, как Ратихий, Я. А. Коменский и И. М. Геснер, рекомендующим более лёгкий и краткий путь изучения языка, без грамматики.
Выступал против преобладающего влияния богословия на школьную систему и рекомендовал преподавать не только древние, но и современные иностранные языки.
Отвергая вмешательство церкви и государства в учебное дело, Э. Трапп ограничивал роль государства только предоставлением школе необходимых средств. Университеты бесполезны и даже вредны в нравственном отношении. Вместо них предлагал учредить при средней школе специальные курсы, с разделением по трём факультетам. Его узкий утилитаризм встретил страстные нападки со стороны неогуманистов.

## Память
- С 1996 года Немецкое общество образовательных наук учредило премию имени Эрнста Христиана Траппа, которая присуждается раз в 2 года за инновационные и нетрадиционные научные достижения в области педагогики.
- Галле-Виттенбергский университет установил «Стипендию им. Э. Х. Траппа для изучающих курс просвещения и образования».